# 동구 (광주 선거구)
광주 동구는 대한민국의 옛 국회의원 선거구이다. 당시 광주광역시 동구 일대를 관할하였다.

## 역사
대한민국 제13대 국회의원 선거를 앞두고 광주시 동구·북구 선거구에서 분리되면서 신설되었다.
대한민국 제20대 국회의원 선거를 앞둔 상황에서 동구의 인구 수가 도심 공동화로 10만명 이하로 떨어져 하한선에 미치지 못하게 되었다. 이에 남구 선거구에서 양림동, 방림동, 사직동, 백운동을 넘겨 받아 동구·남구 을 선거구를 형성하게 되면서 폐지되었다.

## 관할 구역
- 동구 일원

## 역대 국회의원
| 선거   | 정당 | 정당           | 의원   |
| ------ | ---- | -------------- | ------ |
| 1988년 |      | 평화민주당     | 신기하 |
| 1992년 |      | 민주당         | 신기하 |
| 1996년 |      | 새정치국민회의 | 신기하 |
| 1997년 |      | 새정치국민회의 | 이영일 |
| 2000년 |      | 새천년민주당   | 김경천 |
| 2004년 |      | 열린우리당     | 양형일 |
| 2008년 |      | 통합민주당     | 박주선 |
| 2012년 |      | 무소속         | 박주선 |

## 역대 선거 결과

### 대한민국 제13대 국회의원 선거
|  | 88.05% |

|  | 10.72% |

|  | 1.22% |

### 대한민국 제14대 국회의원 선거
|  | 62.74% |

|  | 27.53% |

|  | 4.89% |

|  | 3.28% |

|  | 1.53% |

### 대한민국 제15대 국회의원 선거
|  | 89.90% |

|  | 6.53% |

|  | 2.62% |

|  | 0.94% |

### 1997년 대한민국 재보궐선거
| 1997년 대한민국 재보궐선거광주광역시 동구 |        |                |        |        |      |      |  |
|                                           |        |                |        |        |      |      |  |
| 후보                                      | 후보   | 정당           | 득표   | 득표율 | 당락 | 비고 |  |
|                                           | 이영일 | 새정치국민회의 | 무투표 | 무투표 | 당선 |      |  |
| 합계                                      | 합계   | 합계           | 0표    |        |      |      |  |

신기하 의원이 대한항공 801편 추락 사고로 인하여 사망했다. 이로 인해 치러진 1997년 대한민국 재보궐선거에서 새정치국민회의 이영일 후보가 무투표 당선되었다.

### 대한민국 제16대 국회의원 선거
|  | 55.75% |

|  | 32.84% |

|  | 5.89% |

|  | 2.88% |

|  | 1.49% |

|  | 0.58% |

|  | 0.55% |

### 대한민국 제17대 국회의원 선거
|  | 51.75% |

|  | 42.40% |

|  | 4.91% |

|  | 0.92% |

### 대한민국 제18대 국회의원 선거
|  | 88.73% |

|  | 7.63% |

|  | 2.03% |

|  | 1.59% |

### 대한민국 제19대 국회의원 선거
|  | 31.55% |

|  | 30.61% |

|  | 18.83% |

|  | 10.34% |

|  | 3.52% |

|  | 2.72% |

|  | 1.32% |

|  | 1.06% |